# Токунага Юхеї
Токунага Юхеї (яп. 徳永 悠平, нар. 25 вересня 1983, Наґасакі) — японський футболіст.

## Виступи за збірну
2009 року дебютував в офіційних матчах у складі національної збірної Японії. Відтоді провів у формі головної команди країни 9 матчі.

## Статистика виступів
| Збірна Японії | Збірна Японії | Збірна Японії |
| Роки          | Ігри          | голи          |
| ------------- | ------------- | ------------- |
| 2009          | 5             | 0             |
| 2010          | 2             | 0             |
| 2011          | 0             | 0             |
| 2012          | 0             | 0             |
| 2013          | 2             | 0             |
| Усього        | 9             | 0             |

## Титули і досягнення
- Клубні:
  - Володар Кубка Імператора: 2011
  - Володар Кубка Джей-ліги: 2004, 2009
- Збірні:
  - Переможець Кубка Східної Азії: 2013